# Bloqueig de la Viquipèdia a Veneçuela
El bloqueig de la Viquipèdia a Veneçuela va durar de l'11 de gener de 2019 fins al 18 del mateix mes, i va consistir en el bloqueig a l'accés a la Viquipèdia en general per part de l'empresa estatal Compañía Anónima Nacional Teléfonos de Venezuela (CANTV), el principal distribuïdor de telecomunicacions, i el Domain Name System. D'acord amb la quantitat d'usuaris de la CANTV, la decisió del bloqueig va afectar aproximadament 1.5 milions de persones a tota Veneçuela.

## Context
El bloqueig de Viquipèdia es va donar enmig de diverses guerres d'edicions que es van desenvolupar a la Viquipèdia en castellà entorn dels articles de Nicolás Maduro, Juan Guaidó, la Presidència de Veneçuela i un llistat dels presidents de Veneçuela. El motiu van ser les diferents aportacions de forma discrepant i a criteri propi que editors i IPs anònimes van fer sobre la reelecció de Nicolás Maduro com a president de Veneçuela per al període 2019-2025, la proclamació de president de la República de Juan Guaidó, president de l'Assemblea Nacional de Veneçuela, així com sobre la cronologia de la presidència.

## Bloqueig
La tarda del 12 de gener de 2019, l'observatori d'internet NetBlocks va recollir l'evidència tècnica del bloqueig de les edicions a la Viquipèdia des de Veneçuela. Les restriccions van ser implementades per la CANTV, el proveïdor de telecomunicacions més gran del país. NetBlocks va identificar una interrupció important de la xarxa afectant a la infraestructura de telecomunicacions, que va coincidir amb d'altres restriccions que també afectaven la capacitat dels veneçolans per accedir a la informació les 24 hores prèvies. Es creu que la causa és un intent de suprimir l'article de la Viquipèdia en castellà de l'acabat de nomenar president de l'Assemblea Nacional Juan Guaidó, que l'esmentava com a «51 President de la República Bolivariana de Veneçuela». La informació recollida també mostra diversos llocs web que recentment havien estat restringits, significant que la inestabilitat política al país pot ser la causa principal d'un règim de major control d'Internet.
L'observatori VE sin Filtro també va recollir informació sobre el bloqueig, informant que consisteix en un bloqueig irregularment efectiu, un bloqueig HTTP filtrant segons el SNI (Server Name Indication) i impedint que s'estableixi la connexió amb el servidor amb alta freqüència. El grup va reportar que van pensar que el bloqueig havia acabat el 13 de gener a les 16:50 hora local del país, però el boqueix va tornar més tard segons les dades que recollien, i van esborrar el missatge amb la informació incorrecta.